# Temporada 1867-1868 del Liceu
| Temporada 1867-1868 del Liceu |                   |                  |                   | |           |                              |
| Òpera                         | Compositor        | Director musical | Director d'escena | Papers principals                                                                                       | Producció | Dates                        |
| Rigoletto                     | Giuseppe Verdi    | Emanuele Muzio   |                   | Roberto Stagno, Enrico Storti, Marie Saint-Urbain, Agustí Rodas, Matilde Ortoneda, Caterina Mas-Porcell |           | 9 novembre i 10 gener        |
| La favorita                   | Gaetano Donizetti | Emanuele Muzio   |                   | Agnès Rey-Balla, Roberto Stagno, Enrico Storti, Agustí Rodas, Matilde Ortoneda                          |           | 21, 23, 26 gener / 14 febrer |
| Il trovatore                  | Giuseppe Verdi    | Emanuele Muzio   |                   | Enrico Storti, Agnès Rey-Balla, Azelina Bianco, Francesco Steger, Agustí Rodas, Celestina Verdaguer     |           | 29 febrer                    |
| Il profeta                    | Giacomo Meyerbeer |                  |                   | Steger, Vialetti, Negre, Zangui, Agustí Rodas, Wertheimber, Saint-Urbain                                |           |                              |
| Dinorah                       | Giacomo Meyerbeer |                  |                   | |           |                              |